# Rhizaria
Rhizaria je infracarstvo morskih jednostaničnih organizama sa složenom citološkom organizacijom. Morfološki se dosta razlikuju a kreću se pomoću filopodija, retikulopodija ili lobopodija. Oko protoplazme kod većine vrsta formiraju se kućice u obliku ljušturica a mogu biti znatno složene strukture, pa su očuvali i njihovi mikrofosili. Gotovo svi predstavnici imaju mitohondrije.
Razlikuju se dva različita koljena: 
- Phylum Cercozoa Cavalier-Smith, 1998
- Phylum Retaria Cavalier-Smith, 1999